# Giebel (montagne)
Pour les articles homonymes, voir Giebel.
Le Giebel est une montagne qui s'élève à 1 949 m d'altitude dans les Alpes d'Allgäu, dans le land de la Bavière en Allemagne.